# 30 يوم حب (مسرحية)
30 يوم حب، مسرحية كويتية عرضت في 19 أبريل 1973. 
تدور قصة المسرحية حول "دلال" الفتاة المدللة التي تغرم بالصيدلي "فهد" الذي يطلب والد دلال منه أن يمثل عليها الحب لمدة 30 يوم، عبد الحسين عبد الرضا وسعاد عبد الله، وهي من تأليف عبد الحسين عبد الرضا وإخراج حسين الصالح.
عرضت المسرحية في البحرين في فبراير 1974، وقد اعتذر الفنان أحمد الصالح عن دوره فحل محله الفنان غانم الصالح.

## الممثلون
- عبد الحسين عبد الرضا (فهد)
- سعاد عبد الله (دلال)
- أحمد الصالح (سلطان بايق المنحاش)
- عائشة إبراهيم (منيرة)
- محمد جابر (صبحي)
- جوهر سالم (لؤي - لؤلؤ)
- كنعان حمد (السائق إبراهيم)

## روابط إضافية
- صفحة المسرحية في قاعدة بيانات الأفلام العربية